# Aliona Starodubtseva
Aliona Starodubtseva –en ruso, Алёна Стародубцева– (14 de marzo de 1985) es una deportista rusa que compite en lucha libre. Ganó dos medallas de plata en el Campeonato Europeo de Lucha, en los años 2009 y 2016.

## Palmarés internacional
| Campeonato Europeo | Campeonato Europeo | Campeonato Europeo | Campeonato Europeo |
| Año                | Lugar              | Medalla            | Categoría          |
| ------------------ | ------------------ | ------------------ | ------------------ |
| 2009               | Vilna (Lituania)   | Medalla de plata   | 72 kg              |
| 2016               | Riga (Letonia)     | Medalla de plata   | 75 kg              |